# Jean Morino

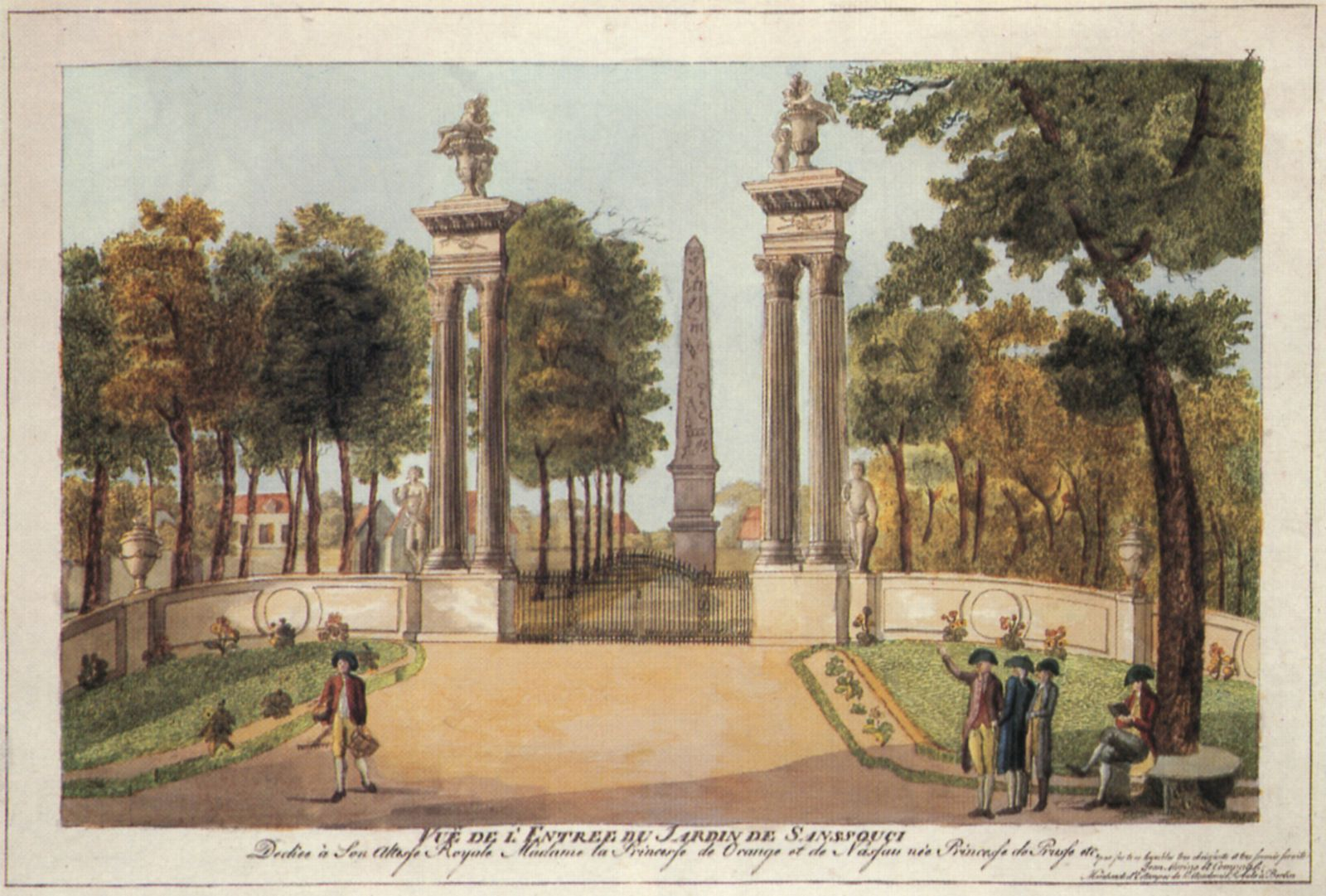
Eingang zum Park von Sanssouci, um 1790

Jean Morino († um 1800) war ein Verleger und Buchhändler in Berlin. Er ist mit seiner akademischen Verlagsbuchhandlung Jean Morino et Compag. zwischen 1786 und 1793 nachweisbar, die eine beachtliche Produktivität entfaltete. Dann verliert sich allerdings seine Spur.
In seinem Verlag erschien 1786 eine Folge von 20 Radierungen aus der Feder von Johann Georg Rosenberg (1739–1808) mit Ansichten von Straßen und Plätze in Berlin, die zu den bedeutendsten Werken Vedutengraphik des 18. Jahrhunderts in Deutschland zählt. Daneben verlegte er ab 1787 auch Veduten preußischer Besitzungen.

## Werke
- Topographie pittoresque des États Prussiens, Berlin 1787 ff. mit handkolorierten Umrissradierungen nach Johann Friedrich Nagel und J. S. Knüpfer
  - Blatt X Vue de l'entrée du jardin de Sans-Souci
  - Blatt XXX Vue de Brocken ou de Blocksberg

| Personendaten    | Personendaten                      |
| ---------------- | ---------------------------------- |
| NAME             | Morino, Jean                       |
| KURZBESCHREIBUNG | Verleger und Buchhändler in Berlin |
| GEBURTSDATUM     | 18. Jahrhundert                    |
| STERBEDATUM      | um 1800                            |